# Xiahou Ba
En aquest nom xinès, el cognom és Xiahou (夏侯).
Xiahou Ba (mort el 259 EC), nom estilitzat Zhongquan (仲權), va ser un general militar de Cao Wei durant l'era dels Tres Regnes de la història xinesa. Més tard efectuaria una defecció a l'estat rival de Shu Han. Va ser part d'una de les principals famílies de militars en el moment, però va fugir a Shu Han a causa de la inestabilitat política a la capital Luoyang.
Xiahou Ba era el segon fill de Xiahou Yuan. La seva mare era la cunyada Cao Cao. Xiahou Yuan havia lluitat al costat de Cao Cao des de l'inici de les guerres civils i va arribar a ser un dels generals més valorats i estimats de Cao. Hi ha alguns indicis sobre que podria haver estat un parent de sang de Cao Cao. Després que Xiahou Yuan va ser mort a la batalla del Mont Dingjun en el 219 EC, la major part de les seves tropes va ser posades sota el comandament dels seus cinc fills.
En 220, al fill major de Xiahou Yuan Xiahou Heng se li va donar el seu propi feu, de manera que Xiahou Ba - sent el segon fill - heretà el títol hereditari del seu pare amb un estipendi d'ingressos fiscals de vuit llars. En la dècada del 240 va arribar a ser General de la Dreta i Marquès de Bochangting, i fou un conegut associat de Cao Shuang.
Després del colp d'estat de Sima Yi contra Cao Shuang, Xiahou Ba fugí a l'estat rival de Shu Han, i es convertí en un general de Shu perquè una de les seves germanes s'havia casat amb el general de Shu Zhang Fei. A més, Liu Shan, el segon i últim emperador de Shu, es va casar amb la filla de Zhang Fei i va anomenar al seu fill "Nebot de la Família Xiahou". Xiahou Ba fou ascendit a General de Cavalleria i Carruatges dins de Shu Han. La cort imperial de Wei indultà als fills de Xiahou Ba, en raó al paper de Xiahou Yuan en la fundació de l'imperi. En el seu lloc, foren desterrats a Lelang, en el dia d'avui Corea del Nord.
D'acord amb el Registre dels Tres Regnes, Xiahou Ba succeí a Deng Zhi com el General de Cavalleria i Carruatges després de la seva mort en el 251, i Zizhi Tongjian anota que ell estava viu en el 255. Els Registres dels Tres Regnes assenyalen que Xiahou Ba no estava viu en el 259, quan Liao Hua i Zhang Yi foren descrits com successors de Xiahou Ba en la seva posició.